# Imantodes phantasma
Espèce
Statut de conservation UICN

 DD  : Données insuffisantes
Imantodes phantasma  est une espèce de serpents de la famille des Dipsadidae.

## Répartition
Cette espèce est endémique de la province de Darién au Panama. Elle se rencontre entre 1 000 et 1 100 m d'altitude,.

## Publication originale
- Myers, 1982 : Blunt-headed vine snakes (Imantodes) in Panama, including a new species and other revisionary notes. American Museum Novitates, no 2738, p. 1-50 (texte intégral).